# La Frégate Pallas

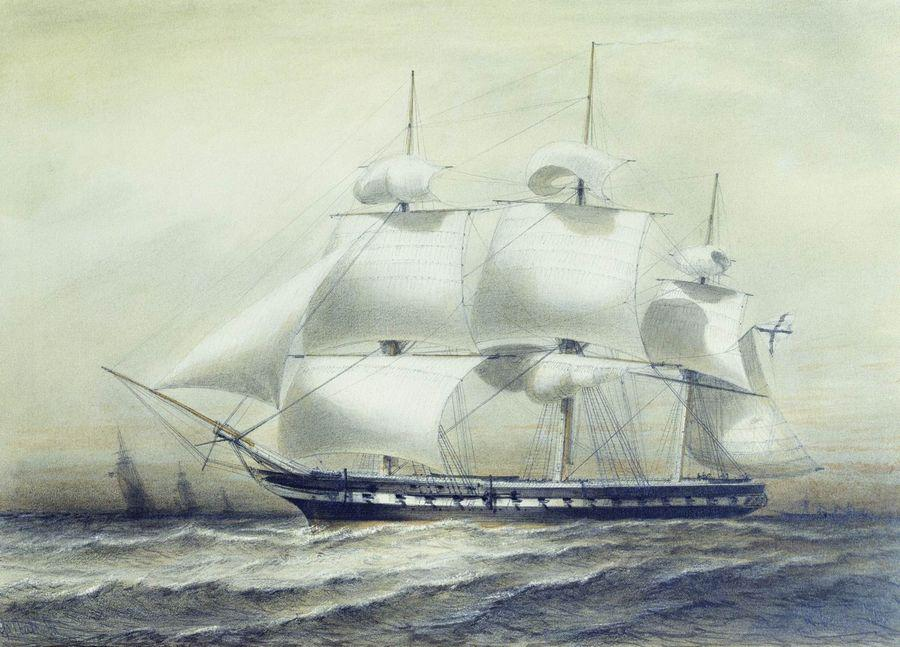
La frégate Pallas, aquarelle de Alexeï Bogolioubov, 1847.

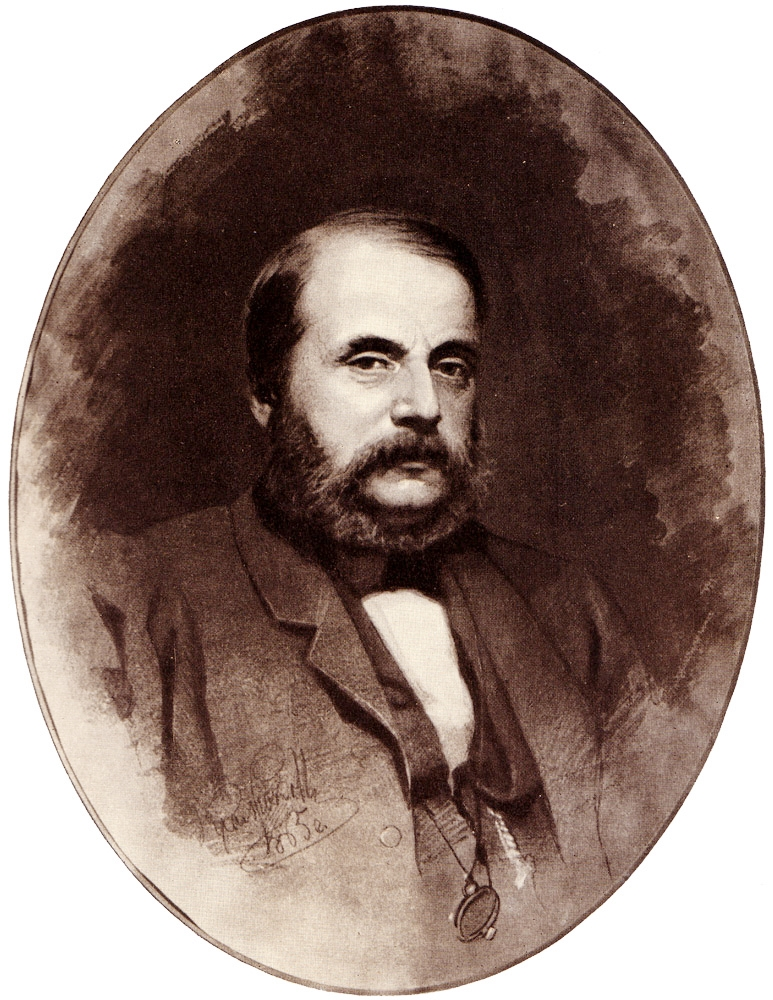
Ivan Aleksandrovitch Gontcharov.

La Frégate Pallas (en russe : Фрегат «Паллада») est un récit de voyage de l'écrivain russe Ivan Gontcharov qui parait dans diverses revues littéraires russes entre 1855 et 1857, puis en deux volumes publiés en 1858.

## Le voyage
Le 7 octobre 1852, Ivan Gontcharov, alors âgé de quarante ans, embarque comme écrivain-secrétaire sur la frégate Pallas à Kronstadt pour un périple de deux ans et demi : il ne revoit Saint-Pétersbourg que le 28 février 1855. Le commandant du vaisseau est Ivan Ounkovski. À bord, voyage également le diplomate Ievfimy Poutiatine.

## Le récit
Le récit se présente sous la forme de notes de voyage, parfois de lettres. Il est divisé en 17 chapitres organisés chronologiquement.
1. De Kronstadt au cap Lizard
2. L'Atlantique et l'île de Madère
3. Les Tropiques
4. Le cap de Bonne-Espérance
5. Java
6. Singapour
7. Hong Kong
8. Les îles Bonin-Sima
9. Des Russes au Japon
10. Shanghai
11. Des Russes au Japon (suite)
12. Les îles Ryu-Kyu
13. Manille
14. De Manille aux côtes de Sibérie
15. Retour à travers la Sibérie
16. Yakoutsk
17. Vers Irkoutsk

En 1874, Gontcharov rajoute, dans une contribution au recueil Skladtchina (Collecte), une trentaine de pages en sept bref chapitres consacrés à l'épopée de la frégate Pallas et de la frégate Diane venue à sa rescousse en décembre 1854 et coulée dans un tsunami survenu dans la baie nippone de Shimoda,.

## Édition française
- La Frégate Pallas, traduit par Suzanne Rey-Labat, préfacé par Jacques Catteau, collection « Classiques slaves », L'Âge d'Homme, Lausanne, 1995, 615 p.
- Ivan Gontcharov (trad. Luba Jurgenson et Suzanne Rey-Labat, préf. Jacques Catteau), Oblomov - La Frégate Pallas, Bouquins, 2016, 1376 p. (ISBN 978-2221117095)